# Curos

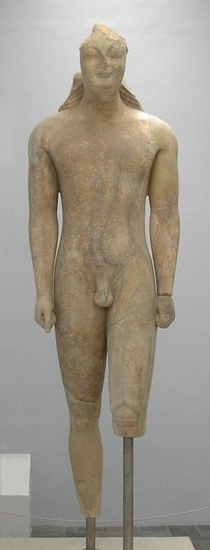
El gran curos de Samos, el més gran que es conserva a Grècia (Museu Arqueològic de Samos).

Un curos (plural curos del grec antic κοῦρος) és una estàtua d'un home jove, datada a partir del període arcaic de l'art grec (650-500 aC). Els primers curos estaven fets de fusta i no s'han conservat; a partir del segle vii aC, però, els grecs van aprendre dels egipcis l'art de tallar la pedra amb eines de ferro i van començar a esculpir curos de pedra, generalment marbre procedent de les illes de Paros i Samos.
En grec antic, la paraula koúros significava 'home jove' i fou utilitzada per Homer per a referir-se als soldats joves. Des del segle v aC, la paraula es referia específicament a un adolescent, però no pas a un nen. Des dels anys noranta del segle xix, els historiadors de l'art han utilitzat aquesta expressió per referir-se a aquest tipus d'estàtues masculines nues. Els curos també eren coneguts com a "apol·los", perquè es creia que totes aquestes estàtues representaven el déu. Poden considerar-se la versió masculina de les cores, o noies adolescents, també d'estil arcaic.
Els curos van ser creats en una època en què Grècia estava sota la influència cultural d'Egipte. Es pot veure en la seva característica posició rígida del cos, reminiscència de les estàtues dels reis egipcis. Els grecs haurien vist aquestes estàtues quan visitaven Egipte com a mercaders o soldats mercenaris, o indirectament mitjançant la influència de Creta. Els curos estan representats gairebé sempre dempeus, amb els braços als costats i els punys closos. Alguns tenen el braç una mica estirat endavant, presentant una ofrena. Sempre tenen la cama esquerra una mica avançada, posició també característica en l'escultura egípcia.
Gairebé sempre estan nus. Poden portar un cinturó i, a vegades, botes. Els caps mostren una clara influència cultural de l'illa de Creta: porten els cabells llargs i trenats o recollits a l'estil cretenc, i els ulls són ametllats. Igual que la figura femenina (cora), els curos somriuen amb els llavis tancats: és el que coneixem com el somrís arcaic. A mesura que passa el temps, els curos van prenent posicions més naturalistes i els pentinats s'ajusten a la moda grega.
Alguns curos són, per exemple, el curos del cap Súnion, curos de Tenea o el curos d'Aristodikos.

## Context històric[calcitació]

### Les colonitzacions
Després de l'anomenada Edat Fosca (una etapa d'escàs desenvolupament econòmic i cultural), a mitjans del segle viii aC, els pobles grecs entren en una nova etapa, l'Arcaica, marcada pel fenomen colonitzador: fugint de la crisi que castiga la Península, s'estableixen en diferents llocs del Mediterrani. La primera onada es concentra principalment en les costes de l'Àsia Menor. Aquestes colonitzacions tindran importants conseqüències econòmiques (el comerç es reactiva) i culturals (s'entra en contacte amb altres pobles, principalment els fenicis i, per extensió, els egipcis).

Mapa de l'antiga Grècia que recull les principals ciutats des de l'Etapa Arcaica fins a Alexandre Magne.

L'art recollirà alguns principis propis de l'art oriental (principalment egipci). La frontalitat, el hieratisme i l'expressivitat arcaica són trets propis de l'art oriental que els grecs, en contacte amb tots aquells pobles, assimilaran ràpidament.

### La monarquia i l'aristocràcia com a model polític
Durant l'etapa arcaica, el model polític que regeix les polis gregues és la monarquia i, més tard, el govern dels aristòcrates. En tot cas, cap d'aquests règims es considerava d'origen diví.
El fet que els grecs tinguin monarquies o governs aristòcrates es traduirà estèticament en un art que està de manera explícita al servei d'aquell poder. Tot i així, el fet que no es vinculi el poder polític al religiós, marcarà diferències importants respecte als règims orientals. D'aquesta manera, si bé les primeres obres arcaiques són monumentals (Cleobis i Bitó, per exemple), progressivament van prenent de manera més explícita com a referència l'home, perseguint així una major naturalitat, com veurem ja amb el Kurós Anavissos.

## Estil[calcitació]
És una obra grega de l'etapa arcaica, on els principis estètics propis de la cultura grega no apareixen plasmats de manera clara, veient una gran influència dels trets de les cultures orientals. Entre aquests trobem la Llei del Frontalisme, una expressivitat hieràtica, rigidesa i una anatomia esquemàtica. Ben diferent, per tant, al Discòbol de Miró per exemple, on la majoria d'aquestes característiques ja aniran canviant.

### Tipologia
- Segons el volum: escultura exempta o de bust rodó, el que vol dir que la podem contemplar des de totes les perspectives.
- Segons la part reproduïda: de cos sencer.
- Segons la posició: de peu o dreta.

### Materials i tècnica
Les primeres imatges gregues eren de fusta (Xoanes), avui perdudes. Algunes d'aquestes obres es va reproduir en pedra o marbre (materials més duradors). La Hera de Samos o la Dama de Auxerre, per exemple, són les primeres versions en pedra de les antigues Xoanes de fusta, fet que explica el seu accentuat arcaisme.
En la majoria dels casos, el material utilitzat és pedra. Les obres de finals del segle vi aC ja es realitzen en marbre (El Kouros Anavissos, per exemple, és de marbre de Paros), utilitzant la tècnica de tallat.
A l'illa de Naxos s'han trobat dos Curos de dimensions monumentals que van ser deixats inacabats, probablement a causa d'algun problema sorgit durant el seu transport des de la pedrera

### Acabat

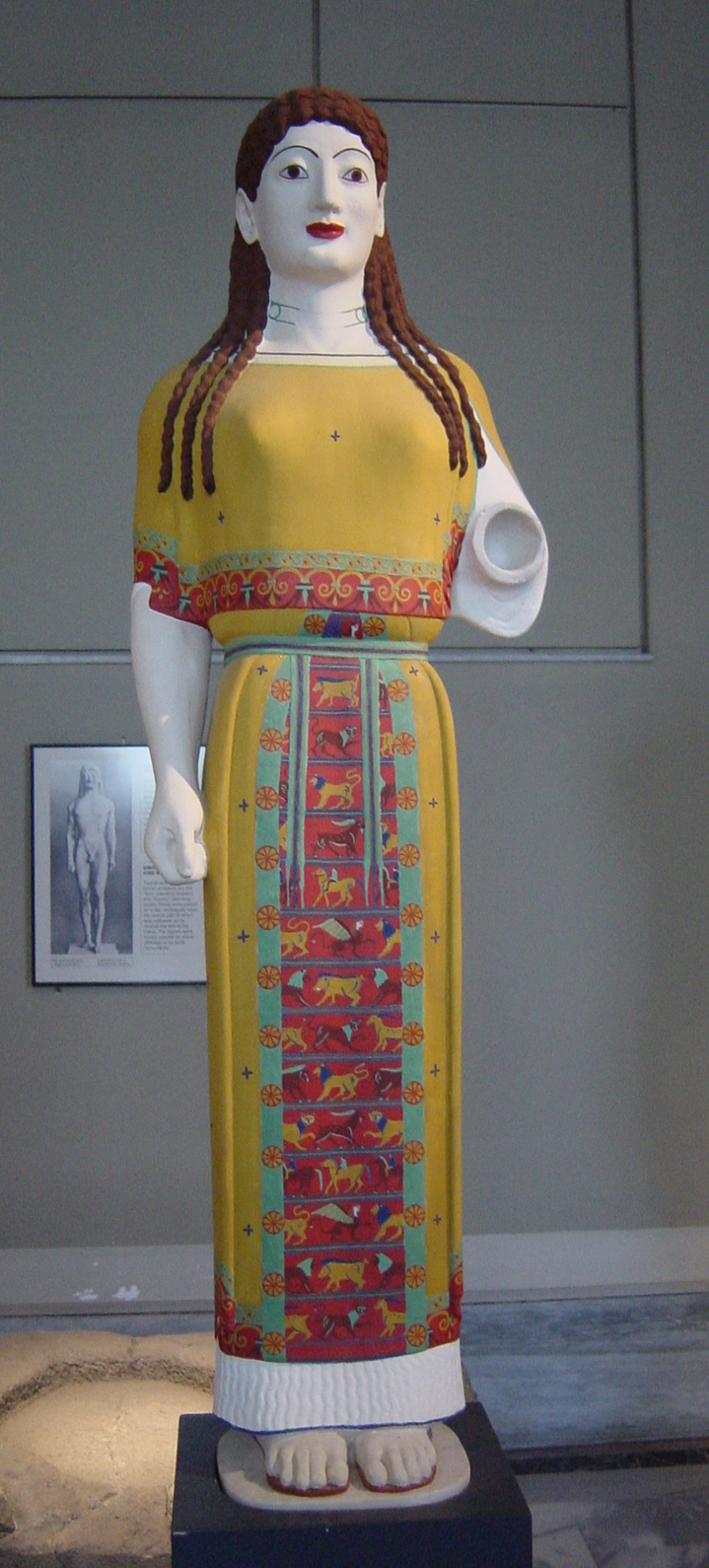
Cora del Peplo policromada en l'actualitat (basat en suposicions)

Les obres solien estar policromades. En la major part dels casos, la policromia s'ha perdut (la Dama de Auxerre, la Koré del Peplo o el Kuros Anavissos, per exemple, conserven part de la seva policromia original).
Les obres estan polides. Els kurós i les korés representen la tradició escultòrica que considera que una obra ha d'estar polida per estar acabada. Encara no s'utilitza evitar el polit com un recurs expressiu.

## Composició[calcitació]

### Volum
L'escultura grega es caracteritza pel seu interès a plasmar el volum de manera correcta. Les obres arcaiques, però, estan sotmeses a la llei del frontalisme, pròpia de l'escultura oriental: presenten una clara diferenciació de plans, amb un pla anterior dominant (el pit), un posterior escassament treballat (l'esquena) i dos laterals (els flancs).
Els Kurós i korés, per tant, mostren la seva dependència dels models estètics anteriors (en general, els orientals i, concretament, els egipcis).

### Expressivitat
L'escultura grega es caracteritza pel seu interès a plasmar l'expressió de manera correcta. Les obres arcaiques, però, són hieràtiques (inexpressives). El rostre està dominat per l'anomenada "expressivitat arcaica", caracteritzada per uns ulls en forma d'ametlla i un somriure forçat i convencional que delata la incapacitat dels artistes de convertir les seves obres en medis d'expressió emocional, tret propi de l'escultura oriental.

### Moviment
L'escultura grega es caracteritza pel seu interès a plasmar el moviment de manera correcta. Les obres arcaiques, però, mostren un estatisme i rigidesa, propi de l'escultura oriental: posició rígida, peu avançat de forma ritual, braços caiguts amb els punys vigorosament tancats.

### Anatomia i proporció
L'escultura grega es caracteritza pel seu interès a plasmar l'anatomia humana de manera correcta. Les obres arcaiques, però, mostren un acusat esquematisme anatòmic, propi de l'escultura oriental: musculatura apuntada amb poques línies rectes, cabells ordenats geomètricament, determinats elements anatòmics mal resolts (els genolls, els peus, etc.).

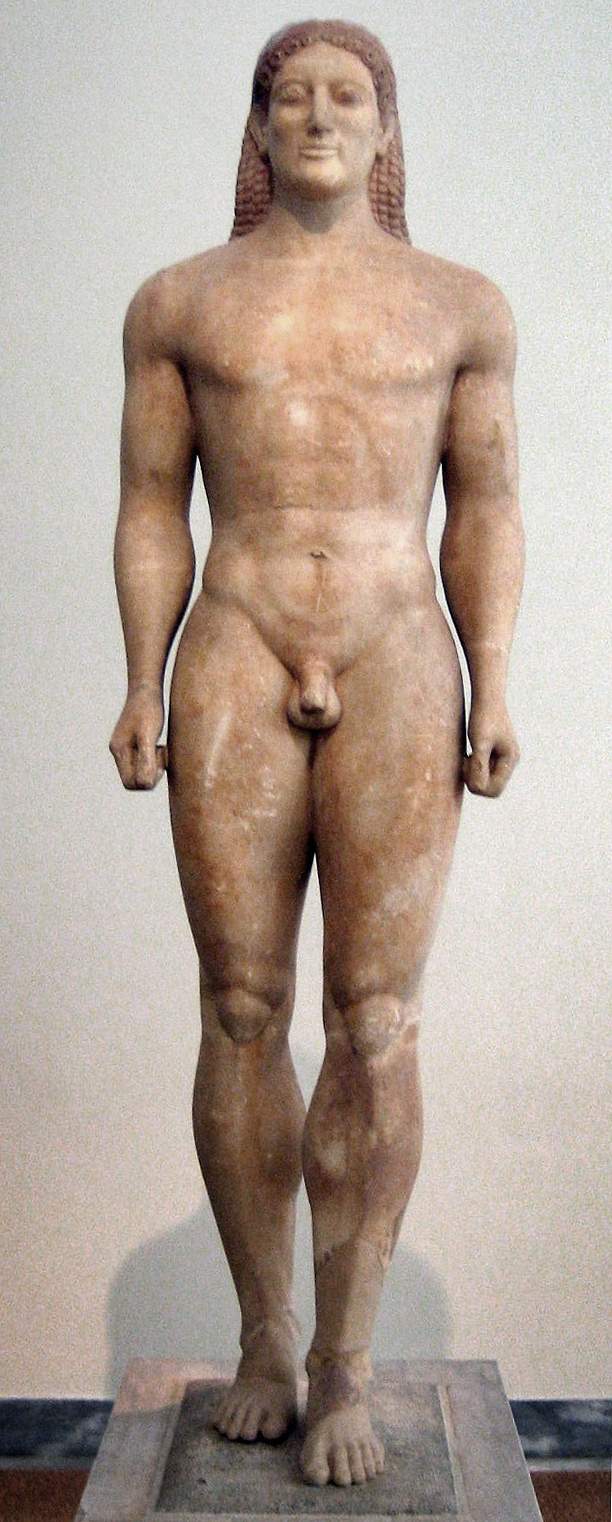
Kurós d'Anavissos, actualment al Museu Nacional d'Arqueologia d'Atenes.

## Iconografia[calcitació]

### Sobre els curos
Són joves totalment despullats. Estan en posició vertical i marcadament rígida. Un dels seus peus apareix avançat. Careixen de tota expressivitat i la seva anatomia és notablement esquemàtica (ulls amb forma d'ametlla, cabells geomètrics, musculatura apuntada amb trets rectes). Solen portar el cabell recollit amb una diadema.
Creem que representen a vencedors de competicions esportives (ja que alguns kurós estan cenyits amb la diadema que se cenyia als guanyadors.
L'esport tenia una gran importància en l'antiga Grècia. Els grecs creien que l'home estava format per una part material (cos) i una altra part no material (ment/ànima) entre les que havia d'haver una absoluta harmonia. Aquesta idea quedava clarament expressada en la màxima "mens sana in corpore sano". Per tant, el seu programa educatiu atenia tant a les capacitats intel·lectuals com a les físiques de l'individu.
Els grecs introdueixen el tema de l'atleta com ideal de l'ésser humà en la història de l'art. Per als grecs serà la figura de l'atleta (no la dels déus) l'ideal de perfecció humana, ja que en ella apareixeran units dos dels seus principis més importants: la bellesa ("kalós") i la bondat ("agathós"). L'atleta era, en veritat, la imatge de l'home perfecte, de l'home bell i bo (aquesta idea quedarà expressada en la cèlebre màxima "mens sana in corpore sano").
Les competicions esportives estaven reservades als homes, les dones no podien participar. Els atletes grecs competien despullats ("gymnós, en grec, significa "despullat"). La tradició volia que aquella norma servís per evitar que les dones participessin en les competicions esportives. En veritat, aquest costum sembla delatar el culte a la bellesa (física) tan característica d'aquest poble.
El triomf en una competició esportiva tenia per als grecs un extraordinari significat social (no només individual). El premi material que rebien per la victòria era escàs (una diadema i una corona d'olivera que els acreditava com a guanyadors. Tot i així, la fama i prestigi que guanyaven (tant ell mateix, com la família, com, fins i tot, la polis a la qual pertanyia) era comparable a la dels herois, ja que els grecs creien que els guanyadors tenien el favor dels déus.

### Diferència amb les cores
Es tracta de dones joves i vestides. Estan en posició vertical i marcadament rígida. No tenen expressivitat i la seva anatomia és notablement esquemàtica (ulls ametllats, cabells geomètrics, musculatura apuntada amb trets rectes). Alguns investigadors creuen que oferia alguna fruita de la seva mà. No es coneix amb certesa què representa, tot i que es creu que són sacerdotesses.
Les Korés o Korais no es representaven despullades perquè el nu femení era un tabú pels grecs. S'haurà d'esperar a Praxíteles, en el segle iv aC, perquè representi per primera vegada un nu femení.
L'obra, aparentment, podria semblar un retrat, és a dir, la representació d'un individu concret. Tot i així, aquesta escultura (i, en general, tota l'escultura grega) no és individual, sinó genèrica. L'obra no reprodueix a un atleta en particular, sinó que pretén donar forma sensible a uns ideals altament valorats entre els grecs (la bellesa, la concentració racional). No és, per tant, la reproducció d'una realitat existent, sinó la materialització d'uns ideals desitjables, arquetips.

## Causalitat[calcitació]

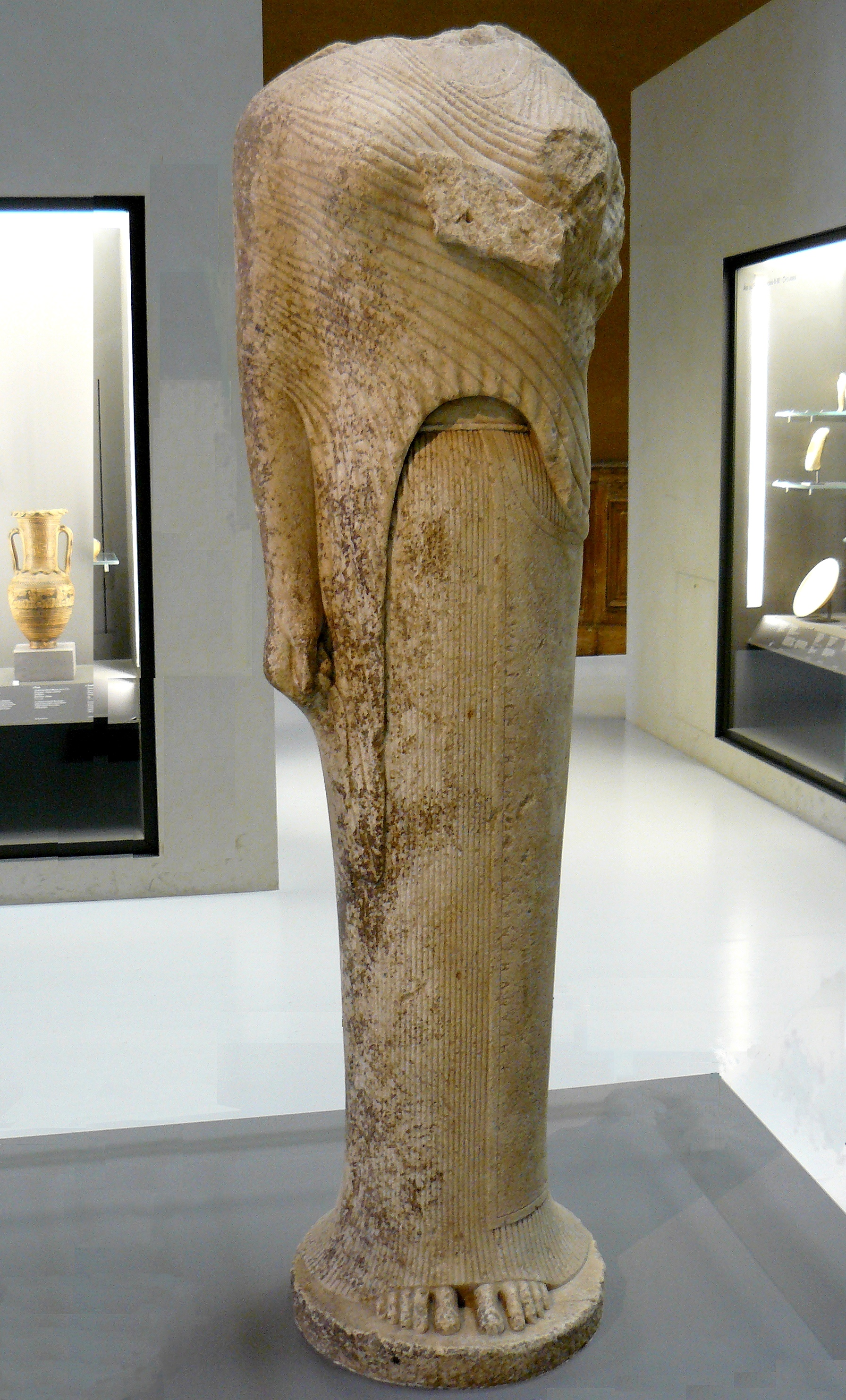
Koré o Hera de Samos.

Els curos van començar sent ofrenes votives, és a dir, estàtues oferides com a conseqüència d'una promesa efectuada. o obres de caràcter funerari, pel que podrien ser encarregats per particulars o, en altres casos, pels poders públics. En cap cas responia a la inspiració personal de l'artista.
Amb el pas del temps es van convertir en monuments commemoratius de victòries esportives, ja que els vencedors en les competicions esportives eren considerats mereixedors del favor dels déus i, per tant, per una polis era un gran orgull tenir entre els seus ciutadans a un vencedor i la seva estàtua solia col·locar-se en la porta d'entrada a la ciutat. En aquest cas, l'encàrrec probablement procedia de la seva ciutat d'origen. En cap cas responia a la inspiració personal de l'artista.

## Significat[calcitació]
En les escultures és important subratllar dos elements:
- La influència dels models orientals, amb la seva rígida frontalitat, la seva rigidesa, l'esquematisme anatòmic i el seu hieratisme expressiu. Com veiem, per exemple, Cleobis i Bitó.
- La progressiva aparició d'interessos genuïnament grecs, com el Kurós Anavissos o Efebo de Kritios.